# 罗马尼亚国际广播电台
罗马尼亚国际广播电台（羅馬尼亞語：Radio România Internaţional）是由罗马尼亚广播电台（羅馬尼亞語：Societatea Română de Radiodifuziune）所拥有的一个全国性电台，也是罗马尼亚官方的对外广播电台，正式开播于1933年。

## 历史

### 改名之前
- 1927年，罗马尼亚广播公司首次用罗马尼亚语、法语、德语和意大利语发出信号，对国外实验性的播放音乐专题节目，在欧洲和近东地区都可以接收到。
- 1928年11月1日，播送了第一个使用罗马尼亚语的官方节目。
- 1932年，在新西兰也可以接收到罗马尼亚广播公司的节目，在巴勒斯坦有大量民众希望该广播公司用法语播音。
- 1939年2月12日，罗马尼亚广播公司向美国首次播音，内容是介绍罗马尼亚的综合性节目。
- 第二次世界大战后，对外广播的语言开始增多，除了英语、法语、德语、意大利语外，又增加了希腊语、土耳其语、塞尔维亚语、俄语和乌克兰语，并改名为布加勒斯特广播电台。
- 1944年8月23日，罗马尼亚加入同盟国后，于年底建立了“罗马尼亚达契亚”广播电台，用英语、俄语、法语、匈牙利语和德语5种语言播送节目。由于德军轰炸坠毁了位于贝特罗街道的广播室，电台转移到了附近的一所中学播出。
- 1950年7月10日，第一次用短波播出向国外播放罗马尼亚语节目。
- 1975年建立了俄语部，罗马尼亚成为华沙条约组织中第一个有俄语对外广播节目的成员国。
- 1989年，罗马尼亚爆发反共起义，布加勒斯特广播电台对外实况播出革命公告。

### 改名之后
- 1989年12月25日推翻共产党革命之后，电台更名为罗马尼亚国际广播电台。
- 20世纪前10年“罗马尼亚国际广播电台”用三个互联网频道播出节目分别为：
  - “罗马尼亚直播”是对象是移居国外的罗马尼亚人；
  - “开放广播”用阿拉伯语、汉语、英语、法语、德语、意大利语、葡萄牙语和西班牙语播出节目，汉语部建立于1999年，而波斯语部由于缺少工作人员而停播；
  - “赫兹桥梁”主要对象是邻国的听众，使用保加利亚、匈牙利、乌克兰语、希腊语、土耳其语、俄语和塞尔维亚语。在1991年又建立了阿罗马尼亚方言编辑部。
- 1991年3月23日，开始用阿罗马尼亚方言为巴尔干和其它地区播音。
- 1993年8月14日开播了匈牙利语节目，但于2004年3月27日停播了该语种。
- 1994年9月25日乌克兰语编辑部诞生。
- 1995年12月1日开始用保加利亚语播出节目，但于2004年3月27日停播该语种。
- 1999年10月1日，罗马尼亚国际广播电台开始用汉语播出节目，当天正值中华人民共和国成立50周年的国庆节。
- 2004年3月底停止保加利亚语、希腊语、匈牙利语、葡萄牙语和土耳其语的广播节目。同年，罗马尼亚国际广播电台利用互联网和卫星传播节目。

## 主要分台
- 罗马尼亚国际广播电台第1台—直播罗马尼亚（Romania Live）

从2001年3月起，每天播出罗马尼亚国家广播电台组制做的节目的综述，通过卫星、因特网及短波传输节目，同时通过短波每天向中欧，西欧和以色列播出5个小时的节目。每天24个小时用罗马尼亚语播出节目，每年总播出时间大约为9千3百个小时。
- 罗马尼亚国际广播电台第2台—无线电波之桥（Radio Bridges）

每天用十种外语播出节目，其中包括阿拉伯语、汉语、英语、法语、德语、意大利语、塞尔维亚语、西班牙语、俄语和乌克兰语，一年内播出时间超过9千3百个小时。

## 華語廣播時間及頻率[1]
| 时间（UTC+8） | 频率（KHz） |
| 13:00-13:30   | 15260       |
| 21:30-22:00   | 11825 (DRM) |

- 时区：UTC+8
- 有效期：2024年10月27日到2025年3月29日[2]